# Brian Schmidt
Brian Paul Schmidt (* 24. února 1967, Missoula, Montana, USA) je americko-australský astrofyzik. 
Je profesorem na Australské národní univerzitě, pracuje na Research School of Astronomy and Astrophysics. Jeho hlavní oblastí zájmu je výzkum supernov, zejména z kosmologického hlediska. Roku 2011 získal spolu se Saulem Perlmutterem a Adamem Riessem Nobelovu cenu za fyziku, za objev zrychlujícího se rozpínání vesmíru pozorováním vzdálených supernov.